# Пшийма (Великопольське воєводство)
Пшийма (пол. Przyjma) — село в Польщі, у гміні Ґоліна Конінського повіту Великопольського воєводства.
Населення — 588 осіб (2011).
У 1975-1998 роках село належало до Конінського воєводства.

## Демографія
Демографічна структура станом на 31 березня 2011 року:
|          | Загалом | Допрацездатний вік | Працездатний вік | Постпрацездатний вік |
| -------- | ------- | ------------------ | ---------------- | -------------------- |
| Чоловіки | 286     | 50                 | 210              | 26                   |
| Жінки    | 302     | 58                 | 188              | 56                   |
| Разом    | 588     | 108                | 398              | 82                   |